# Hans-Georg Herrlitz
Hans-Georg Herrlitz  (* 10. Oktober 1934 in Parlin, Kreis Schwetz/Weichsel) ist ein deutscher Pädagoge.

## Leben
Herrlitz wurde in Grutschno, Kreis Schwetz eingeschult. Nach der Flucht setzte er seine schulische Laufbahn an der Städtischen Oberschule für Jungen (Goethe-Schule) in Flensburg fort, wo er 1954 das Abitur bestand. Von 1954 bis 1959 studierte er Deutsch, Geschichte, Philosophie und Pädagogik an den Universitäten Freiburg i.Br., Hamburg, FU Berlin und Kiel. Er schloss sein Studium mit dem Staatsexamen für das Lehramt an Höheren Schulen in den Fächern Geschichte und Deutsch ab. Herrlitz ist seit 1965 verheiratet.
1962 erfolgte die Promotion an der Philosophischen Fakultät der Universität Kiel mit einer Doktorarbeit über Die geschichtliche Entwicklung des Lektüre-Kanons im muttersprachlichen Unterricht des Gymnasiums. „Doktorvater“ war Fritz Blättner. Anschließend wurde er zum Wissenschaftlichen Assistenten am Institut für Pädagogik der Universität Kiel (Direktor: Theodor Wilhelm) ernannt. Von 1967 bis 1969 war er Habilitationsstipendiat der Deutschen Forschungsgemeinschaft. 1970 erfolgte die Habilitation im Fach Pädagogik durch die Philosophische Fakultät der Universität Kiel. Thema der Habilitationsschrift war Maturität. Lehrplan- und gesellschaftsgeschichtliche Studien zur Entstehung des Hochschulreife-Problems im 18. Jahrhundert.
Einen Ruf an die Universität Frankfurt am Main lehnte er ab und nahm 1971 einen Ruf an die Georg-August-Universität Göttingen als Nachfolger von Heinrich Roth an. Seine überwiegend von der DFG finanzierten Analysen des Lehrerberufs und -bedarfs befassten sich mit den Überfüllungskrisen und den „Schweinezyklen“ – regelmäßig ist das Lehramtsstudium zu den falschen Zeiten überfüllt bzw. auf der anderen Seite der Arbeitsmarkt für Lehrer leergefegt.
Herrlitz begann 1972 mit der wissenschaftlichen Begleitung des Schulversuchs „Integrierte Gesamtschule Göttingen-Geismar“ durch die Projektgruppe SIGS (Soziale Interaktion in der Gesamtschule), finanziert aus Mitteln des Bundesministeriums für Bildung und Wissenschaft sowie des Niedersächsischen Kultusministeriums bis 1980. Er war 12 Jahre Fachgutachter der DFG, Senator der Universität, Dekan, Vorsitzender des Senatsausschusses für Leibesübungen. Er war 30 Jahre lang Redakteur der von der Gewerkschaft Erziehung und Wissenschaft  herausgegebenen Zeitschrift Die Deutsche Schule und ist Ehrenmitglied der Deutschen Gesellschaft für Erziehungswissenschaft.
Herrlitz wurde im Jahr 2000 emeritiert.

## Schriften
- Auf dem Weg zur Historischen Bildungsforschung. Weinheim (Juventa) 2001
- zusammen mit Wulf Hopf, Hartmut Titze und Ernst Cloer: Deutsche Schulgeschichte von 1800 bis zur Gegenwart. Weinheim (Juventa) 1983 bis 2009 (5. Aufl.)
- zusammen mit Dieter Weiland und Klaus Winkel: Die Gesamtschule. Weinheim (Juventa) 2003
- zusammen mit Christa Berg und Klaus-Peter Horn: Kleine Geschichte der Deutschen Gesellschaft für Erziehungswissenschaft. VS Verlag für Sozialwissenschaften, 2004